# Moulin à eau de la Dalle de Saint-Eustache
Pour les articles homonymes, voir Moulin à eau (homonymie).
Le Moulin à eau de la Dalle de Saint-Eustache est l'un des derniers moulins à eau du Québec au Canada. Il doit son nom à la dalle en bois qui amène l'eau au moulin.
Construit en pierres en 1814 sur la rivière du Chicot, il cessa ses opérations en 1915. Il remplaçait alors un moulin de bois construit en 1794.

## Identification
- Nom du bâtiment : Moulin à eau de la Dalle
- Adresse civique : 439, Chemin de la Grande-Côte
- Municipalité : Saint-Eustache (Québec)
- Propriété : Privée

## Construction
- Date de construction : 1814
- Nom des constructeurs : François Paquette, maître maçon de Sainte-Rose-de-Laval, François Dutrisac, maître menuisier de Sainte-Rose-de-LavaI
- Nom du propriétaire initial : Antoine Lefebvre de Bellefeuille, co-seigneur

## Chronologie
- Évolution du bâtiment :
  - 1915 : Fin des opérations du moulin
- Propriétaires :[4]
  - 1814 : Antoine Lefebvre de Bellefeuille, co-seigneur
  - 1857 : Joseph Lefebvre de Bellefeuille et les héritiers de son frère
  - 1865 : Joseph Lefebvre de Bellefeuille loue sa part (moitié du moulin) à Joseph Filion jusqu'en 1872
  - 1873-1884 : Eustache-Marc-Antoine Lefebvre de Bellefeuille, coseigneur
  - 1884-1895 : Constant Loiseau, médecin de Saint-André
  - 1895-1908 : Joseph Cloutier, charpentier de Saint-Eustache
  - 1908-1908 : Constant Loiseau, médecin de Saint-André
  - 1908-1909 : Alphonse et Jean-Baptiste Maisonneuve
  - 1909-1912 : Constant Loiseau, médecin de Saint-André
  - 1912-1941 : Arthur Yale
  - 1941-1948 : Harold-Edwards Devitt
  - 1948-1963 : Jerry-Francis Vokral, originaire de Tchécoslovaquie
  - 1963-1984 : Jarmila Chalupa, veuve de Jerry-Francis Vokral
  - 1984 : Jerry-Milan Vokral
- Meuniers :[4]
  - 1814 : Pierre Deguire dit Larose
  - 1857 : Benjamin Lauzé
  - 1889 : Urbain Gagnon, meunier de la paroisse du Sault-au-Récollet
- Transformations majeures :
  - 1837 : Réfection à neuf des mouvements et des diverses composantes du moulin par John-Gilbert Fairfield de Belle-Rivière, paroisse de Sainte-Scholastique, contracteur général, et réalisation de travaux à l'extérieur du moulin par Eustache Dumoulin dit La Giroflée, entrepreneur de Saint-Eustache
  - Après 1915 : Transformé en résidence

## Mise en valeur
- Constat de mise en valeur :
- Site d'origine : Oui
- Constat sommaire d'intégrité :
  - 1972 : Vente des trois turbines aux frères Légaré, propriétaires du Petit-Moulin[5].
  - Une des meules sert aujourd'hui de perron à la porte d'entrée principale. Des pièces d'une autre meule sont incorporées aux pierres du mur adjacent à l'entrée principale du moulin. De la dalle, il ne reste plus qu'un long sillon marquant le sol de la rivière à la bâtisse du moulin[5].

- Responsable :